# ويندوز 8.1
ويندوز 8.1 (سابقاً كان يسمى بلو Blue) تحديث مجاني لويندوز 8 انطلق رسميا يوم 17 أكتوبر 2013، هذا التحديث أعاد زر "ابدأ" الشهير على سطح مكتب الويندوز بالإضافة إلى ميزات جديدة (مع تلك التي كانت موجودة من قبل) كمتصفح إنترنت إكسبلورر 11 وإمكانية الإقلاع إلى سطح المكتب التقليدي مباشرةً، بالإضافة إلى العديد من الميزات الجديدة خاصة تلك المتعلقة بشاشة الاستقبال مترو كتضمين ألوان غير محدودة وثيمات جديدة مع إمكانية استبدالها بصور من الشبكة أو الحاسوب وتطبيقات جديدة يمكن ملاحظتها بسهولة عند الدخول.
قررت مايكروسوفت أن تكشف النقاب رسمياً عن تفاصيل نظام التشغيل الجديد ويندوز 8.1، مؤكدة أن هذا الإصدار الجديد صُمِّمَ خصِّيصَاً لإرضاء المستخدمين ومعالجة ملاحظاتهم السابقة. وبالإضافة إلى ذلك، قالت الشركة في بيان صحفي أنه سيتم إضافة التحسينات والمميزات الجديدة في عدة مواطن رئيسية بويندوز، مثل التخصيص والطابع الشخصي (personalization)، ومتجر ويندوز، والتطبيقات المُثَبَّتَة مُسْبَقَاً، والبحث.
قبل كل شيء، عليكم معرفة أن مايكروسوفت قد حَسَّنَت نظام تشغيلها الجديد بشكل ملحوظ وخصوصاً من جانب التخصيص، ومن الآن فصاعداً، يُمكن لمستخدمي أجهزة مايكروسوفت اللوحية – Surface Pro وآر تي – القيام بقفل الشاشة لعرض شرائح الصور المختلفة.
شاشة البداية، بالطبع حصلت على الكثير من التحسينات، لذلك سوف تسمح للمستخدمين بتغيير الألوان والخلفيات، وأكدت الشركة كذلك على أنه صار من المسموح للمستخدمين اتخاذ خلفيات سطح المكتب لتكون خلفية شاشة البداية للويندوز الجديد.
وقالت إنه بدا من الإمكان الآن تحديد تطبيقات متعددة في وقت واحد، ومن ثم إعادة تغيير حجمهم، أو إلغاء تثبيتهم، أو إعادة ترتيبهم، وأضافت أنها وجدت أن الناس كانت تحُرِّك المربعات الحية عن طريق الخطأ على شاشة البداية الخاصة بهم، لذلك في ويندوز 8.1، بإمكانكم الضغط على المربع الحي بطريقة السحب والإفلات لتحريك الأشياء على الشاشة.
في حال أنكم كنتم من المستخدمين الذين يقومون بتثبيت أطنان من التطبيقات، فإن شاشة البداية تتيح لكم تحديد التطبيقات حسب الاسم بتصنيف وفلترة التطبيقات حسب الاسم وتاريخ التثبيت، وكذلك الأكثر استخدماً أو حسب الفئة.
وأوضحت الشركة “عند تثبيت تطبيق جديد من متجر ويندوز، لن يتم وضعه على شاشة البداية خاصتكم، وبدلاً من ذلك، ستجدون هذه التطبيقات تعرض على النحو الذي ذكرناه بالأعلى، ويمكنكم من خلال تبويب "جديد" الاحتفاظ بالتطبيقات المفضلة والتي ترغبون بها على شاشة البداية”.
وسيتم توفير ميزة البحث المدمج مع محرك البحث بينج Bing، والذي يوفر لكم البحث في كل شيء، بما في ذلك المجلدات والتطبيقات والملفات، ووان درايف وعلى شبكة الإنترنت، كما سيدعم العديد من الأوامر السريعة مثل تشغيل ملفات الصوت ومقاطع الفيديو.
وحصل متجر ويندوز على إعادة جذرية لتصميمه، لذلك فإنه سيتم عرض قوائم مفصلة لكل فئة مثل أفضل التطبيقات المجانية، والتحديثات الجديدة، وأيضاً أفضل مجموعة تطبيقات في كل فئة من الفئات إلى التطبيقات المنصوح بها للمستخدم.
وأشارت مايكروسوفت “إن قائمة التطبيقات صارت أكثر وصفاً لها وغنية بالمعلومات، مع وجود أسلوب جديد لمساعدة المستخدمين من أجل العثور على التطبيقات واستكشافها قبل التثبيت”.
أتت مايكروسوفت أيضاً بتحسين رائع في تطبيقات واجهة مترو المُدمجة، بما في ذلك تطبيق البريد الإلكتروني، ووان درايف، والكاميرا، وغيرها، كل ذلك سيأتي مع مميزات جديدة، بالإضافة إلى تقديم الدعم لنمط العرض الجديد والذي يُدعى بـ 50-50 وهو يعتبر علامة تجارية جديدة من مايكروسوفت.
ويستمح ويندوز 8.1 ايضاً للمستخدمين بحفظ الملفات من خلال حساب المستخدم على وان درايف، وبالتالي فإن التطبيق المدمج من وان درايف سيحصل على تحسينات كبيرة، والتي تتيح للمستخدمين الوصول إلى الملفات التي قاموا بتخزينها على الجهاز أو على سحابة بطريقة سهلة وسريعة.
وقالت مايكروسوفت أنها ستطلق إنترنت إكسبلورر 11 رسمياً مع ويندوز 8.1، وسوف توفر حزمة دسمة من الخصائص والمميزات الجديدة بدءاً من طريقة الآداء ومروراً بإمكانية مزامنة علامات التبويب Tabs بين الأجهزة المختلفة، وحتى دعم اللمس.
أخيراً وليس آخراً، سوف يأتي نظام التشغيل ويندوز 8.1 مع زر ابدأ كما توقع الجميع، وسيكون ظاهراً بشكل دائم على شريط المهام عند استخدامكم لسطح المكتب.
مايكروسوفت كما نرى، تحاول إرضاءنا بكل الطرق، والتحديث القادم رائع للغاية، وانطباع المستخدمين من ويندوز 8 سيئ للغاية، لذلك أعتقد أن هذه المشكلة في حاجة هي الأخرى إلى تحديث!

## سبب الصدور
جاء هذا التحديث بعد النسخة 8 التي لم تلاقي إستحسان الجماهير حيث يعلق مستخدموا الويندوز آمالا كبيرة على هذه النسخة الجديدة وما تحمله من ميزات

شعار ويندوز 8.1

جديدة.

## مقارنة بين الويندوز 7 و 8.1
| الميزة                                           | التوفر على ويندوز 7 | التوفر على ويندوز 8.1 |
| ------------------------------------------------ | ------------------- | --------------------- |
| سطح المكتب المألوف                               | موجودة              | موجودة                |
| إمكانية العمل من خلال الماوس ولوحة المفاتيح      | موجودة              | موجودة                |
| توفر باقة Office والبرامج المألوفة               | موجودة              | موجودة                |
| إمكانية العمل على الحواسيب الشخصية               | موجودة              | موجودة                |
| إمكانية العمل على الأجهزة اللوحية                | غير موجودة          | موجودة                |
| الحصول على التطبيقات من Windows Store            | غير موجودة          | موجودة                |
| التطبيقات المدمجة (البريد والطقس والفيديو ..إلخ) | غير موجودة          | موجودة                |
| الإحتفاظ بإعداداتك الخاصة على كل الأجهزة         | غير موجودة          | موجودة                |
| توفر ميزة البحث الذكي Bing                       | غير موجودة          | موجودة                |
| تحديث شاشة البدأ تلقائيا                         | غير موجودة          | موجودة                |
| تشغيل الحاسوب بشكل أسرع وبوقت أقل                | غير موجودة          | موجودة                |
| تخزين البيانات في السحابة One Drive              | غير موجودة          | موجودة                |

## شاشة البداية
تعتبر الجزء الذي نال حصة الأسد من التغيير في هذه النسخة من التحديث حيث شهدت تغيرات جذرية حتى في طريقة عرض التطبيقات فقد صارت عملية وخصوصية أكثر مما كانت عليه في Windows 8.

## توقف الدعم
تم إيقاف دعم ويندوز 8 و 8.1 في 10 يناير 2023.
إذا تابعت استخدام ويندوز 8 بعد انتهاء الدعم، سيواصل الكمبيوتر عمله ولكنه سيكون أكثر عُرضة للمخاطر الأمنية والفيروسات. سيستمر بدء الكمبيوتر وتشغيله كالمعتاد ولكنه لن يتمكن فيما بعد من تلقي تحديثات البرامج، بما في ذلك تحديثات الأمان من مايكروسوفت.